# Masdevallia ova-avis
Masdevallia ova-avis là một loài thực vật có hoa trong họ Lan. Loài này được Luer mô tả khoa học đầu tiên năm 1978.

## Hình ảnh

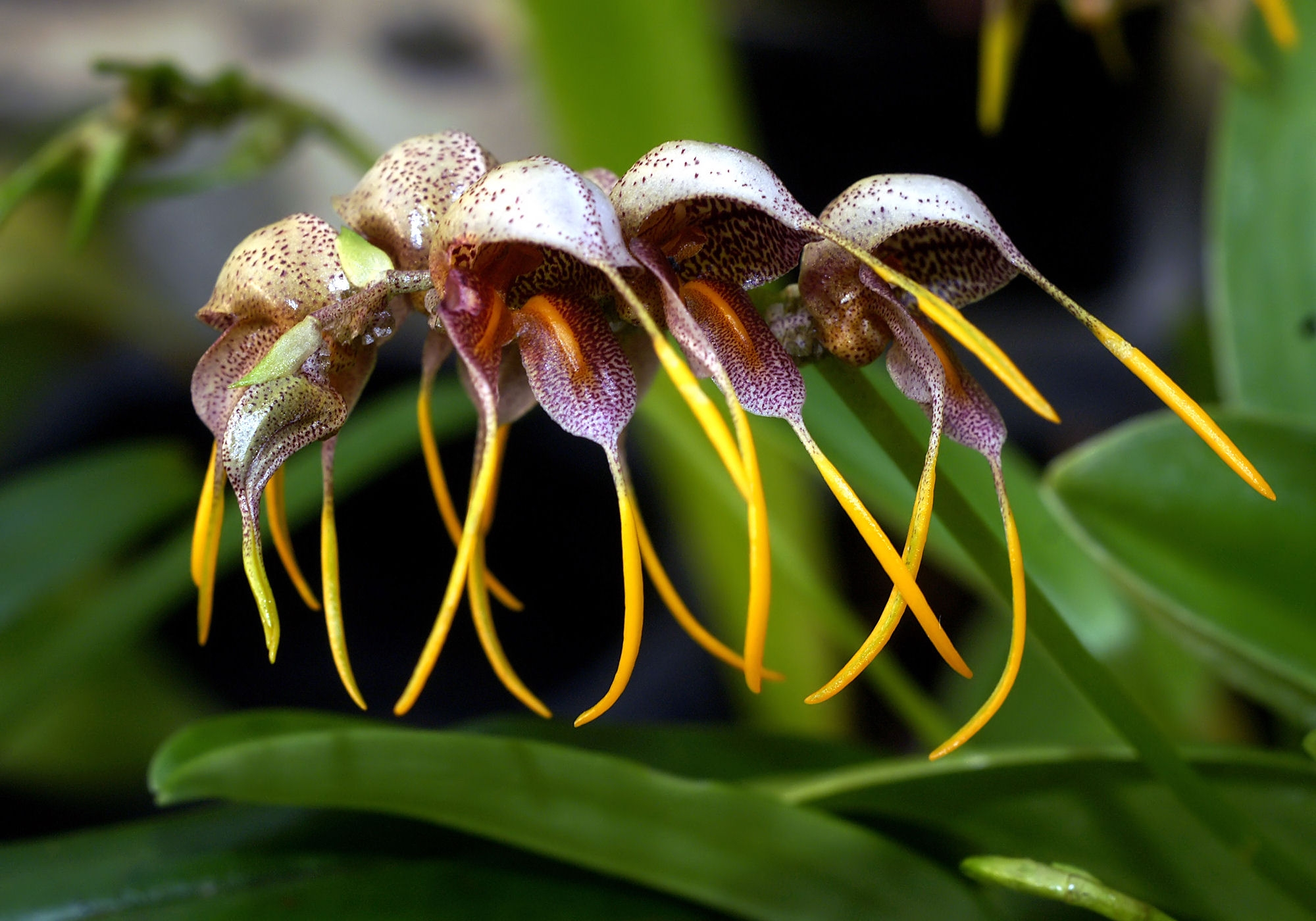
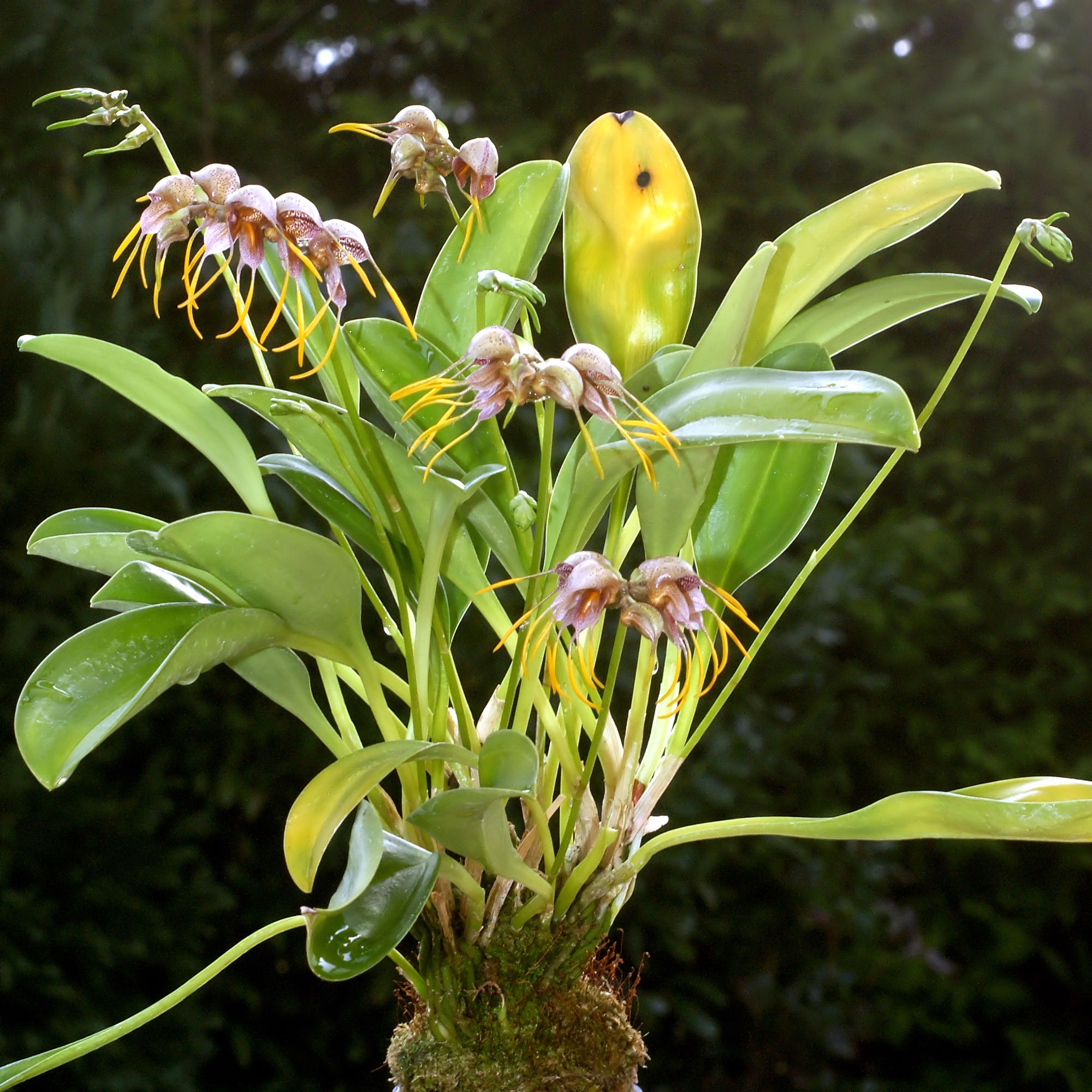
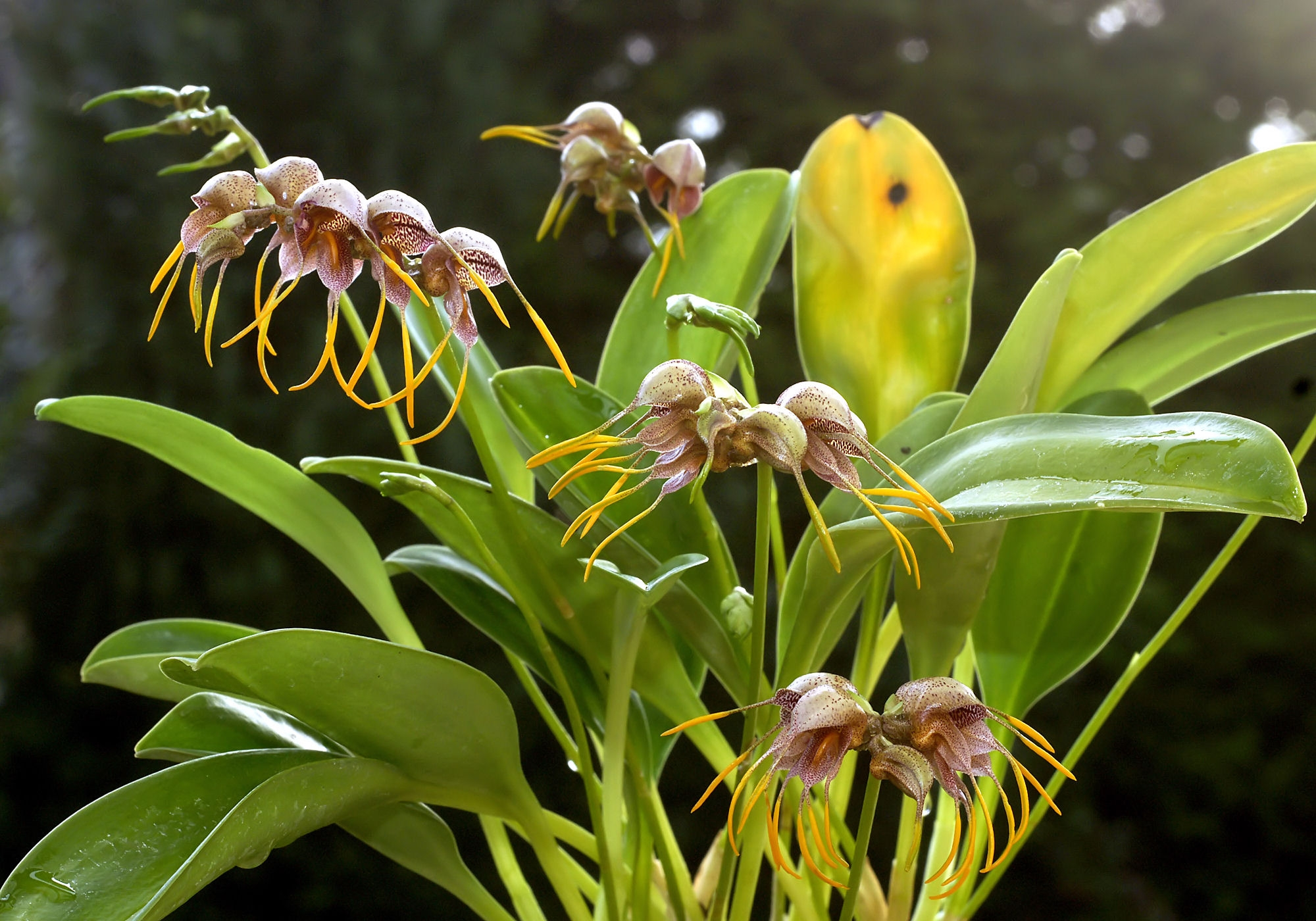
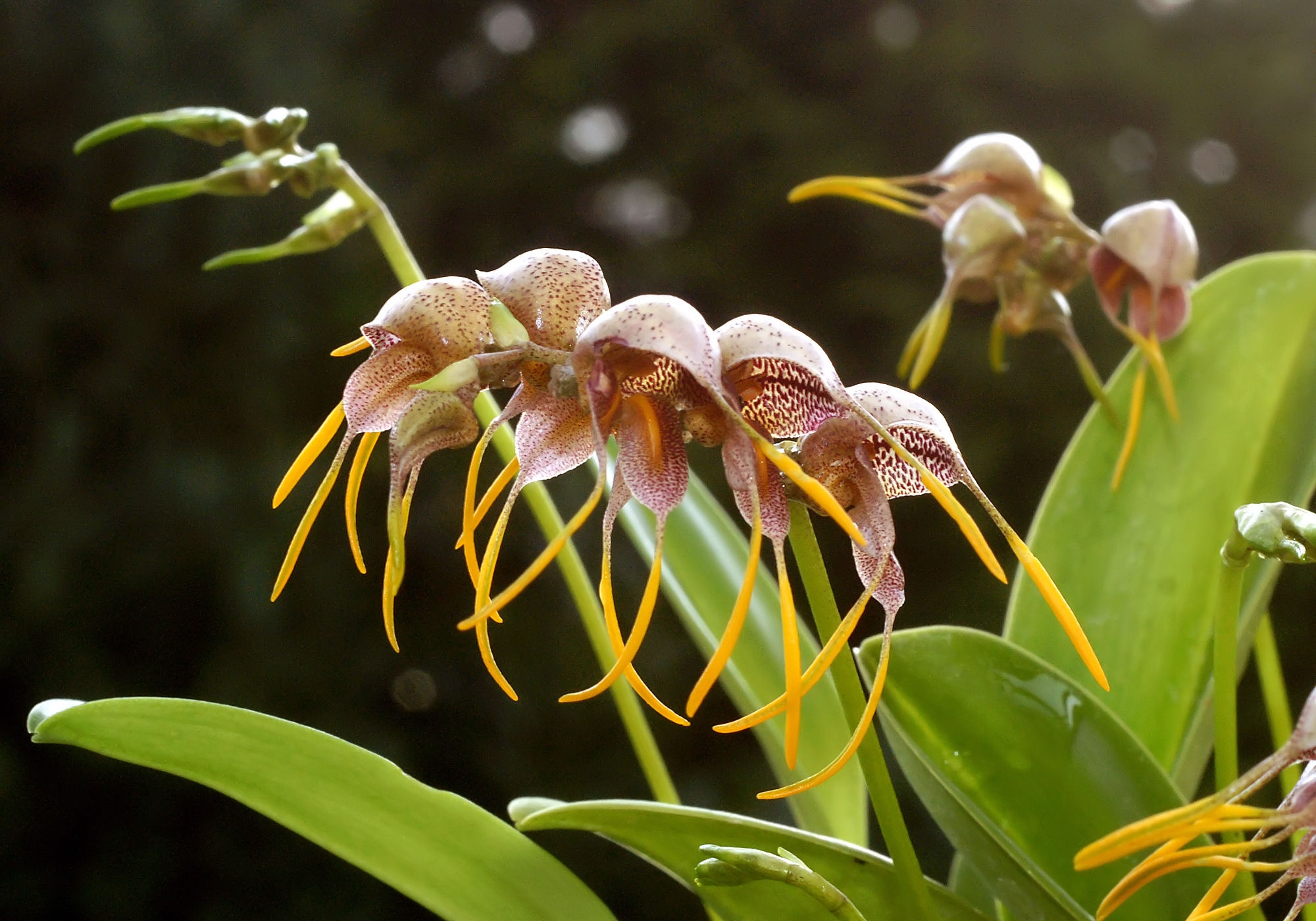